# والدن بيلو
والدن بيلو هو كاتب وعالم اجتماع وسياسي فلبيني، ولد في 11 نوفمبر 1945 في الفلبين. حزبياً، نشط في Akbayan ‏. وقد انتخب عضو مجلس النواب في الفلبين.

## وصلات خارجية
- والدن بيلو على موقع مونزينجر (الألمانية)

- الموقع الرسمي